# ساندر فان در ویده
ساندر فان در ویده (انگلیسی: Sander van der Weide؛ زادهٔ ۲۱ ژوئن ۱۹۷۶) بازیکن هاکی روی چمن اهل هلند بود.